# Archytas nonamensis
Archytas nonamensis là một loài ruồi trong họ Tachinidae.